# Florent Piétrus
Florent Piétrus (Les Abymes, 19 gennaio 1981) è un cestista francese.

## Biografia
Suo fratello Mickaël Piétrus, anch'egli cestista, ha giocato in NBA; i due hanno giocato insieme al Nancy nel 2015-2016.

## Carriera
A livello di club ha vinto il campionato francese 2001, 2003, 2004, la coppa francese 2002 e 2003 e la Coppa del Re 2005.
È stato uno dei giocatori della Nazionale francese agli Europei 2003, 2005 (medaglia di bronzo) e 2007, 2009, 2011, 2013 e 2015, e ai Mondiale 2006, 2010 e 2014.

## Palmarès
- Campionato francese: 3

Pau-Orthez: 2000-01, 2002-03, 2003-04
- Campionato spagnolo: 1

Málaga: 2005-06
- Coppa di Francia: 3

Pau-Orthez: 2002, 2003
Strasburgo: 2017-18
- Copa del Rey: 1

Málaga: 2005
- Semaine des As - Leaders Cup: 2

Pau-Orthez: 2003
Strasburgo: 2019
- Eurocup: 1

Valencia: 2009-10